# 1505
Відродження •  Доба великих географічних відкриттів •  Ганза •  Ацтецький потрійний союз •  Імперія інків

## Геополітична ситуація
Османську державу очолює Баязид II (до 1512). Королем Німеччини є Максиміліан I Габсбург. У Франції королює Людовик XII (до 1515).
Середню частину Апеннінського півострова займає Папська область. Неаполітанське королівство на півдні захопила Іспанія. Могутними державними утвореннями півночі є Венеційська республіка, Флорентійська республіка, Генуезька республіка та герцогство Міланське.
Кастилія і Леон та Арагонське королівство об'єднані в Іспанське королівство, де править Фердинанд II Арагонський (до 1516). В Португалії королює Мануел I (до 1521).
Генріх VII є королем Англії (до 1509), королем Данії та Норвегії Юхан II (до 1513). Сванте Нільссон є регентом Швеції. Королем Угорщини та Богемії є Владислав II Ягелончик. У Польщі королює Олександр Ягеллончик (до 1506), він же залишається князем Великого князівства Литовського.
Галичина входить до складу Польщі. Волинь належить Великому князівству Литовському. Московське князівство очолює Василій III (до 1533).
На заході євразійських степів існують Казанське ханство, Кримське ханство, Астраханське ханство Ногайська орда. У Єгипті панують мамлюки. У Китаї править династія Мін. Значними державами Індостану є Делійський султанат, Бахмані, Віджаянагара. В Японії триває період Муроматі.
У Долині Мехіко править Ацтецький потрійний союз на чолі з Монтесумою II (до 1520). Цивілізація мая переживає посткласичний період. В Імперії інків править Уайна Капак (до 1525).

## Події
- Містечку Філіпковці (нині село Пилипче Борщівського району Тернопільської області) надано магдебурзьке право.
- Московським князем став Василій III.
- Польський король Олександр Ягеллончик підписав конституцію Nihil novi, що обмежував королівське право приймати важливі рішення без згоди Сейму. Польща стала шляхетською демократією. Сейм запровадив у країні кріпацтво.
- Французький король Людовик XII отримав від римського короля Максиміліана право на володіння Міланським герцогством.
- Людовик XII відмовився від своєї частини Неаполітанського королівства на користь своєї племінниці й видав її за Фердинанда II Арагонського.
- 25 березня з Лісабона на завоювання Індії та Малакки вирушила португальська експедиція на чолі з Франсишком Алмейдою. У плавання було споряджено 22 кораблі, на одному з яких перебував бідний дворянин Фердинанд Магеллан, який пізніше прославився першою навколосвітньою експедицією.
- Експедиція Альмейди дорогою до Індії встановила Португальський контроль над східним узбережжям Африки. Прибувши в Кочі Альмейда розтрощив флот місцевих купців-мусульман.
- 17 липня, після потрясіння під час жахливої грози, коли Мартін Лютер був на волосок від смерті, він міняє свої плани стати юристом і стає ченцем августинського монастиря в Ерфурті.
- Узбеки на чолі з Мухаммедом Шайбані захопили Хіву й Балх.
- Імператором Китаю (династія Мін) став Чжу Хоучжао.
- Засновано Севільський університет.
- Засновано Вроцлавський університет.

## Народились
Дивись також Народилися 1505 року
- 4 лютого — Миколай Рей, польський письменник і поет-мораліст.
- Жак д'Альбон де Сен-Андре, французький військовик, Маршал Франції.
- Шарль I де Коссе, французький військовий діяч, Маршал Франції.
- Роксолана, турецька султанша. (дата приблизна)

## Померли
Дивись також Померли 1505 року
- Семен Юрійович Гольшанський, великий гетьман литовський (1500—1501).
- Якоб Обрехт, фламандський композитор, представник нідерландської поліфонічної школи.